# Yonten Gyatso
Yonten Gyatso var den fjärde inkarnationen av Dalai Lama i Gelug-skolan i den tibetanska buddhismen. Yonten Gyatso var mongol och med möjligt undantag från den sjätte Dalai Lama, som tillhörde det med tibetanerna närbesläktade folkslaget monpa, är han den ende Dalai Lama som inte var av tibetansk börd.
När den tredje Dalai Lama avled förutsåg statsoraklet att den nästa inkarnationen av Dalai Lama skulle födas i Mongoliet, varför en grupp munkar och ämbetsmän sändes dit för att identifiera den nye Dalai Lama. De fann där en pojke som var sonson från den mongoliska Chokur-stammen som var sonson till Altan Khan och dennes andra fru PhaKhen Nula. Pojken lämnade Mongoliet 1599, när han var tio år gammal och anlände till Tibet 1603 för att krönas till Dalai Lama.